# Tierra Blanca, Ocosingo
Tierra Blanca är en ort i Mexiko.   Den ligger i kommunen Ocosingo och delstaten Chiapas, i den sydöstra delen av landet, 800 km öster om huvudstaden Mexico City. Tierra Blanca ligger 925 meter över havet och antalet invånare är 484.
Terrängen runt Tierra Blanca är kuperad norrut, men söderut är den bergig. Runt Tierra Blanca är det ganska glesbefolkat, med 22 invånare per kvadratkilometer. Närmaste större samhälle är Las Tazas, 12,7 km öster om Tierra Blanca. I omgivningarna runt Tierra Blanca växer i huvudsak städsegrön lövskog.